# Sziping (Csilin)
Sziping (egyszerűsített kínai írással: 四平市, pinjin: ) prefektúra szintű város Kínában, Csilin tartományban. 